# Incendie de Rennes de 1720
L’incendie de Rennes de 1720 est un grand incendie ayant ravagé le centre historique de Rennes du 23 au 29 décembre 1720.

## L'évènement

### L'incendie
Selon la rumeur colportée par le récit ultérieur de Piganiol de La Force, l’incendie débute dans la nuit du 22 au 23 décembre 1720, quand un menuisier ivre, Henri Boutrouel surnommé La Cavée, met le feu à sa boutique située au milieu de la rue Tristin, en faisant tomber une bougie sur un tas de copeaux de bois, lors d'une dispute avec son épouse (Michel de Mauny, qui écrit le nom de la rue « Tristan », précise qu'elle correspond à une part de l'actuelle rue de l’Horloge). Néanmoins, la seule source écrite vraiment contemporaine sur ce sujet, le compte-rendu du conseil municipal de Rennes du 30 janvier 1721, se borne à signaler le lieu d'où est parti l'incendie. Il cite également le nom de "Henry Boutrouel" dit "La Cavée" comme propriétaire de l'atelier où s'est situé le départ du feu.
Le feu se propage ensuite d’immeuble en immeuble en direction de la porte Saint-Michel ainsi que du palais du Parlement de Bretagne, ce dernier n’étant épargné, selon Michel de Mauny, que grâce à l’idée du premier président du Parlement de Bretagne, Pierre de Brilhac, de faire remplir d'eau les plombs entourant le bâtiment. Il s'étend inexorablement, au fil des jours, à la majeure partie de la ville haute.
Un certain nombre de raisons expliquent l'étendue de l'incendie : la proximité des bâtiments, le fait qu'ils soient remplis pour l'hiver de réserves de bois mais aussi de provisions de graisses (formant, selon l'expression de Claude Nières, « un bûcher merveilleusement préparé »), mais aussi des raisons humaines : les soldats du régiment d'Auvergne appelés à l'aide pour lutter contre le sinistre mettent plus d'entrain à piller les habitations qu'à éteindre les flammes, tout comme les habitants de la ville qui se préoccupent plus de sauver leurs meubles. Les autorités, de leur côté, hésitent à pratiquer un coupe-feu qui pourrait seul enrayer la progression de l'incendie. L'intendant de Bretagne, Paul Esprit Feydeau de Brou, ne s'y résout que lorsque le feu menace les boutiques situées sur les ponts enjambant la Vilaine, menaçant ainsi de se communiquer à la ville basse.
L’incendie n’est vaincu qu'au bout de six jours, grâce à l’abattage de maisons près de la cathédrale et du palais ordonné par l’intendant, et par la pluie qui commence à tomber, vue par les Rennais comme un miracle.
On peut trouver aussi, à la fin d'un registre d'état-civil de la paroisse de La Fresnais, une page qui relate ainsi : 

« Il arriva un étrange accident et un malheur surprenant à la ville de Rennes sur la fin de décembre 1720, car le feu prit la nuit du 22e au 23e du mois dans la maison d'un menuisier, homme de mauvaise vie qui demeuroit dans la rüe Tristin, ce feu devint si violent et si rapide qu'en peu de temps il se communiqua aux maisons voisines et ensuite se rependit dans les autres rues, et continua d'embraser les maisons et même quantité de personnes jusques au 27e. pendant ce temps il réduisit en cendres environ trois mille soixante six maisons qui faisaient trente quatre rues grandes et petites. L'église paroissiale de Saint-Sauveur depuis peu bastie magnifiquement, fut bruslée dont il ne resta que les seuls murs, la cathédrale qui en est assez proche ne fut pas endommagée, la grande horloge qui estoit une pièce de la dernière rareté pour sa grosseur prodigieuse et la belle structure de la tour fut consummée, avec le présidial et un grand nombre de superbes bastiments, apeine put on sauver le palais, car le feu y prit plusieurs fois. (…) On a accusé le Maréchal de Montesquiou d'estre l'auteur de ce funeste embrasement en vengeance du ressentiment que les habitants de cette ville surtout les membres du parlement et la noblesse lui avait marqué de ce qui s'étoit passé aux états tenus à Dinan en 1718… . »

### Bilan
Toute la ville n’a pas brûlé, mais ce sont les dix hectares les plus densément peuplés et aux habitats les plus riches qui ont été dévastés, soit environ 40 % de la ville : Gauthier Aubert parle de mille bâtiments détruits, sans doute huit mille sinistrés.
Il indique aussi que 248 baraques sont construites à la va-vite sur les places, le long des remparts et sur tous les terrains vides disponibles pour héberger les sinistrés les plus modestes. Les religieuses de la Visitation les décrivent comme « presque toutes de nulle valeur, toutes bâties de bois et d'une forme irrégulière ». Selon Xavier Ferrieu, plusieurs de ces baraques sont toujours debout, rue de la Visitation. Ces dernières sont progressivement détruites par un incendie en 1994 et en 2004 lors de la construction du centre de la Visitation.
Michel de Mauny, pour sa part, liste les principaux bâtiments disparus : « le beffroi, l’hôtel du commandant en chef de la province, place de la mairie, le Présidial, la Chambre criminelle et la grande cohue » et chiffre le total des pertes à 8 854 877 livres, auxquelles il faut ajouter les papiers brûlés avec les maisons des hommes de loi rennais : rentes foncières et titres d’une grande partie des familles de Bretagne.
Claude Nières donne le détail de ces pertes : 6 326 000 livres pour les bâtiments, 2 580 000 livres pour les meubles et provisions. Il précise également que les loyers ne rentrant plus représentent pour leur part un manque à gagner de 245 549 livres par an.
Si le bilan matériel est très élevé, le nombre de morts, en revanche, est faible, et Claude Nières, se basant sur les registres paroissiaux, rejette les évaluations des historiens du XIXe et début XXe siècle (comme Letourneau  qui, en 1897, donne six à sept mille morts et estropiés), pour avancer un chiffre d'une dizaine : des gens n'ont été tués dans leur sommeil que la première nuit, ensuite les rues ont pu être évacuées au fur et à mesure de la progression de l'incendie.

## Impact

### Reconstruction

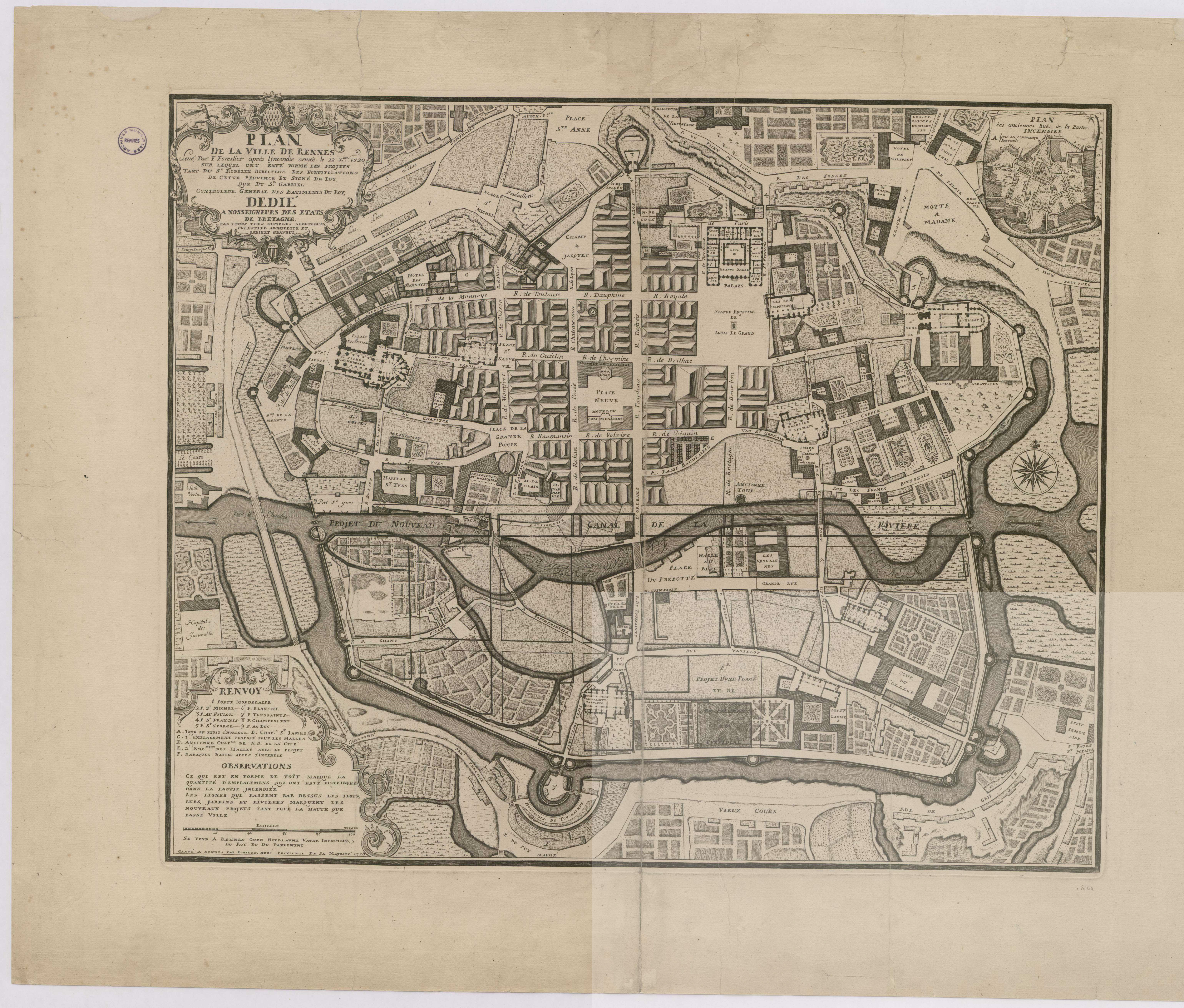
Plan directeur pour la reconstruction, par F. Forestier de Villeneuve, 1726, reprenant les projets de Robelin et Gabriel.

La reconstruction de la ville peut alors commencer. Elle dure de 1726 à 1754. Un nouveau port est établi dans le prolongement du port Saint-Yves, pour permettre la réception des matériaux de reconstruction.
Le roi envoie à Rennes un ingénieur militaire chargé des fortifications du nom de Isaac Robelin. Celui-ci prévoit de canaliser la Vilaine et de reconstruire la ville en pierre et de façon moderne, selon un plan orthogonal - y compris la partie n'ayant pas été détruite par l'incendie. Jugé trop ambitieux et coûteux, le projet vaudra le départ de son auteur lors de l'arrivée de Toussaint-François Rallier du Baty à la tête de la municipalité.
Louis XV envoie alors l'architecte Jacques V Gabriel, qui reprend le plan de Robelin tout en le limitant à la partie détruite, sauf pour la partie orientale de la place du Palais, épargnée par les flammes mais reconstruite afin de s'accorder avec le style de la nouvelle place royale, inspiré de celui de la place Vendôme et ayant pour but de servir d’écrin à la statue équestre de Louis XIV. Une autre grande place articule le nouvel espace urbain : l’actuelle place de la Mairie, avec en point d’orgue le bâtiment conçu par Gabriel et hébergeant l’hôtel de ville et le présidial, séparés par le beffroi. La place présente également une statue en pied de Louis XV. Les architectes Forestier et Hughet participent à l'élaboration des plans directeurs,.
Cependant, ces reconstructions augmentent l’inégalité entre la haute ville et les quartiers épargnés (au sud de la Vilaine et dans les faubourgs), d’autant que la misère augmente à cause d'un afflux de paysans sans travail (attirés par la facilité de trouver de l’ouvrage qu’apporte la  reconstruction de la ville jusque vers 1740) qui s’entassent dans les baraquements construits pour accueillir les sinistrés et font baisser les salaires. Cela se manifeste notamment par une augmentation de la criminalité dans la ceinture de vieux quartiers entourant le nouveau centre-ville.

### Conséquences religieuses

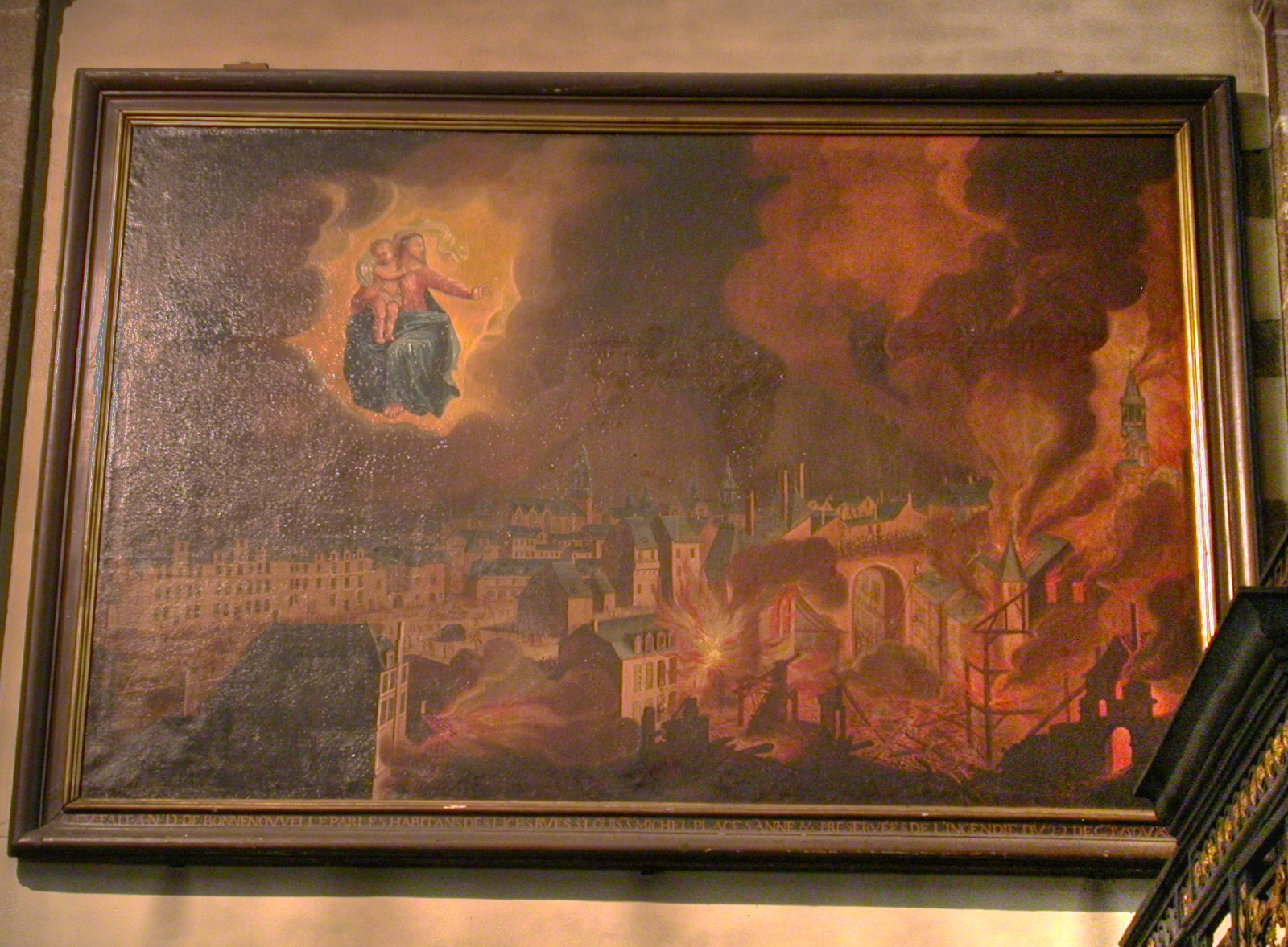
Tableau votif représentant l'incendie de Rennes de 1720, situé dans la basilique Saint-Sauveur de Rennes.

Michel de Mauny, se basant sur le récit d’un contemporain, indique que ce « miracle » est interprété par les Rennais d’alors comme étant dû à la Vierge Marie : d’après ce récit, la statue de Notre-Dame des Miracles et des Vertus est le seul élément sauvé de l’église Saint-Sauveur, étant alors transportée aux Augustins sous les acclamations du peuple.
Il faut toutefois noter que le tableau représentant l’incendie n'est pas dédié à Notre-Dame des Miracles mais à Notre-Dame de Bonne Nouvelle.

### Impact sociétal
Au-delà des dégâts matériels, l'événement a eu un fort impact dans la mémoire collective des Rennais. Le premier archevêque de la ville, Godefroy Brossais-Saint-Marc, dit ainsi « À Rennes, rien ne prend sauf le feu. » La phrase, qui voulait fustiger l'immobilisme des Rennais, consacre l'incendie comme le principal événement arrivé dans la ville.

### Sources et bibliographie
- Gauthier Aubert et Georges Provost (dir.), Rennes 1720. L'incendie, Rennes, Presses universitaires de Rennes, 2020 (présentation).
- Gauthier Aubert (dir. de coll.), Alain Croix, Michel Denis et Jean-Yves Veillard (illustr.) (préf. Edmond Hervé), Histoire de Rennes, Rennes, éd. Apogée / Presses universitaires de Rennes, coll. « Images et histoire », 2006, 295 p. (ISBN 2-84398-237-5 et 2-7535-0333-8, BNF 40973280)La partie du livre traitant de l'incendie, intitulée De la ville médiévale à la ville des Lumières, a été écrite par Gauthier Aubert.
- Michel de Mauny, L’Ancien Comté de Rennes ou pays de Rennes, Paris, Éditions Roudil, 1974, 135 p.
- Christine Chapalain-Nougaret, Misère et assistance dans le pays de Rennes au XVIIIe siècle, Nantes, CID Éditions, 1989, 468 p. (ISBN 2-904633-27-8)
- Collectif et Jean Meyer (dir.), Histoire de Rennes, Toulouse, Privat, 1972, 492 p. (ISBN 2-7089-4750-8)La partie sur l'incendie a été écrite par Claude Nières.
- Xavier Ferrieu, Histoire de Rennes, Paris, Les Universels Gisserot, 2001, 127 p. (ISBN 2-87747-529-8, lire en ligne)
- Roger Blond, Rennes du temps passé, Oberthur, 1971, 176 p. (ISBN 2-85186-006-2)
- Alain Croix, « Incendie de 1720 », Dictionnaire du patrimoine rennais, Éditions Apogée,‎ 2004, p. 248-250 (ISBN 2-84398-167-0, BNF 39960846).